# كاني سنجود
كاني سنجود هي قرية في مقاطعة شاهين دج، إيران. عدد سكان هذه القرية هو 40 في سنة 2006.